# 大黒屋食品
大黒屋食品株式会社（だいこくやしょくひん）は、広島県広島市に本社を置き、海産珍味と食肉加工品の製造・販売を手掛けている企業。まるか食品の100%子会社。

## 概要
1949年2月に創業し、1962年2月に法人へ改組。ポプラ発足の起源となった企業でもある。主に広島名物であるせんじ肉や海産珍味の製造や販売を手掛けている。
大黒屋食品は長年にわたり、ポプラに対して商品の供給を行ってきた。しかし、ポプラ本体において、一部店舗がローソンとの共同事業へ切り換えられた事、店舗の減少、施設内の店舗において珍味を取り扱わない店舗の割合が増加していたため、大黒屋食品におけるポプラとの取引は減少していた。現在ではポプラ以外の企業との取引が増加しており、西日本有数の珍味メーカーの地位を確立している。
ポプラはコンビニエンスストア事業を立て直すため、2021年9月22日に大黒屋食品全株式を広島県尾道市に本社があるまるか食品へ同年10月8日に2億5000万円で譲渡することを発表。大黒屋食品は同年10月8日付でまるか食品の完全子会社となったと同時に、ポプラグループから離脱した。まるか食品傘下入り後も、商号変更や代表取締役の異動は行わないとしている。

## 沿革
- 1949年2月 - 創業。
- 1962年2月 - 大黒屋食品株式会社として法人へ改組。
- 1967年2月 - 本社を広島市西区へ移転。
- 2021年10月8日 - 株式譲渡に伴い、まるか食品の完全子会社となる。